# 森下广一
森下廣一（日语：／ Morishita Kōichi，1967年9月5日—），日本男子長跑運動員與教練。他曾獲得1992年奧運男子馬拉松銀牌及1990年亞洲運動會男子10000米金牌。現在是九州豐田汽車陸上競技部的監督。

## 經歷
在中學時期，森下就讀船岡町立船岡中学校，他加入游泳部，並同時也參加了接力賽方面的訓練。在中學三年級時，他獲得了全日本中學接力賽鳥取縣大會的區間獎。進入八頭高校後，他加入了田徑隊，逐漸嶄露頭角。在高中三年級時，他在全國高中預選賽中國地區大會的3000米障礙賽中，與由良育英高等學校的岡田敦行一同打破紀錄。高中畢業後，他原本打算在家鄉就業，但因為受到邀請而加入了旭化成田徑隊。
加入旭化成後，雖然長期受到傷病困擾，但逐漸在接力賽中成為團隊的核心。1990年，他在熊日30公里公路賽中獲得冠軍；同年，他在北京亞運會的10000米賽中奪得金牌，並在5000米賽中摘下銀牌。1991年，他在東京世界田徑錦標賽中成功晉級10000米決賽，開始受到作為年輕頂尖跑者的關注。
1991年，森下廣一同時參加了別府大分馬拉松，這是她第一次參與馬拉松賽事。雖然是第一次參與馬拉松，但她在賽場上擊敗了在1988年漢城奧運奪得男子馬拉松第4名的中山竹通，贏得優勝；並以2小時8分53秒打破日本初馬的紀錄。隔年在東京國際馬拉松再度擊敗中山竹通，取得1992年奧運男子馬拉松項目的日本國手代表。
在1992年奧運男子馬拉松項目中，森下以2：13：45得到奧運銀牌。自此以後日本在奧運馬拉松項目中都沒有得到獎牌。
在奧運會後又受到傷病困擾，隨後選擇退役，在1999年就任九州豐田汽車陸上競技部的監督至今。

## 外部連結
- トヨタ自動車九州 陸上競技部の選手プロフィール(森下広一監督)